# San Pablo de Buceite
San Pablo de Buceite es una pedanía que se encuentra situada al noreste del término municipal de Jimena de la Frontera, en la orilla derecha del Guadiaro, dentro de la comarca del Campo de Gibraltar, en la provincia de Cádiz. 

## Localización
Al Norte del pueblo podemos visitar el parque natural de Los Alcornocales, auténtico reducto de bosque mediterráneo. Todo el pueblo está rodeado de huertas de naranjos y aguacates regados por las aguas del Guadiaro que baja desde la Serranía de Ronda (provincia de Málaga) desde el norte y rodea el pueblo, para ir a desembocar en Sotogrande, en el término municipal de San Roque. 
San Pablo de Buceite goza de un enclave privilegiado, siempre verde, y de una gran frondosidad. Sus coordenadas geográficas son 36°27′N, 5°24′O.
Climatológicamente el pueblo se engloba dentro de la zona mediterránea subtropical y mediterránea marítima. Los promedios anuales rondan aproximadamente entre los 14 y los 16 °C. Las temperaturas máximas en verano suelen estar entre los 30 y 35 °C y en invierno las temperaturas mínimas suelen oscilar entre los 2 y 3 °C en el mes de enero.
La mayor parte de las precipitaciones se reparten entre septiembre y abril y en verano se produce una pronunciada sequía estival que alcanza sus mínimos en junio.
Estamos situados en una de las zonas más soleadas de la provincia de Cádiz con unas 2600 horas de sol al año.
Este clima es idóneo para la agricultura, pero también para usos didácticos, recreativos, turísticos, etc.
Existe otro pueblo llamado Beceite (nombre muy parecido a Buceite) situado en la provincia de Teruel así como los Puertos de Beceite entre Teruel y Tarragona.

## Historia

### ¿Quiénes vivieron en la antigüedad?
Numerosos pueblos antiguos se han instalado en lo que hoy es San Pablo de Buceite. De las civilizaciones más conocidas que pasaron por nuestras tierras hace ya muchos años, tenemos a los Fenicios y Bizantinos (que dejaron pinturas de barcos en algunas piedras que podemos ver en Jimena). Aunque las civilizaciones que más tiempo pasaron fueron los romanos y los árabes. Los romanos nos han dejado nuestro símbolo, la Lucerna de Ojeda, y los árabes parte de nuestro nombre, Buceite "Tierra de aceitunas".

### Martín, Pablo y Enrique
Más tarde, Buceite se convirtió en una finca, habitada por los trabajadores. En el año 1870, el dueño de la finca era el Marqués de Larios, que al cabo de los años acabó vendiendo dicha finca, lo que dio lugar a su creación como pueblo. Cuenta la historia que el marqués tenía tres hijos a los que dejó a cada uno  unas tierras, a Martín, las tierras del  Tesorrillo, a Enrique, las tierras de Guadiaro y Buceite, imagino que ya los has adivinado.

### La Lucerna de Ojeda
¿Es un  pájaro? ¿es un avión? ¡No!
¡Es una lámpara con forma de Pavo!
La Lucerna de Ojeda es el símbolo de SPB ¿Quién es Ojeda? Es la persona que recibió de un trabajador que estaba sembrando naranjos en el cerro de Vargas, en frente del parque de la Venta,  al descubrir en un antiguo cementerio romano, una lámpara de aceite. Ahora está en un museo de San Roque.  Puedes ver una réplica en una fuente de la plaza  del pueblo .

## Gastronomía
Los caracoles "Cabrillas" con salsa picante son un plato típico de San Pablo de Buceite. Puedes tomarlos en distintos bares de San Pablo de Buceite en mayo como en el "Cacholla", en el "Cantina" y en "lo de Belén".  
¡Una receta con más de 65 años!
Puedes recoger los caracoles en el campo de SPB, en mayo, los dejas en ayunas 3 días, para que estén limpios por dentro. Lava los caracoles muy bien con agua y removiendo con las manos. Mete los caracoles en agua y sal para que suelten las "babas" una o dos horas. Haz un refrito con especias como orégano, pimienta, romero,... Sirve los caracoles con la salsa en un plato.

## Festivales locales
- Feria: El 29 de junio se celebra la feria de San Pablo de Buceite, en honor a los santos patrones de San Pedro y San Pablo.

- Carnaval: Es una fiesta de gran tradición que no solo se celebra en San Pablo de Buceite, sino también en el núcleo de Jimena de la Frontera.

## Comunicaciones

### Carretera
Se accede a San Pablo de Buceite por un carril  A-405  Gaucín-San Roque.

### Autobús
San Pablo de Buceite pertenece a la zona G del Consorcio de Transporte Metropolitano del Campo de Gibraltar. A diario, autobuses conectan San Pablo con Algeciras y La Línea de la Concepción.
| Id.   | Denominación                                     | Empresa |
| ----- | ------------------------------------------------ | ------- |
| M-170 | San Pablo-Jimena-Castellar-Algeciras             | Comes   |
| M-272 | San Pablo-Jimena-Castellar-La Línea por Hospital | Comes   |

### Ferrocarril
San Pablo cuenta con una estación de ferrocarril. En esta estación paran trenes de Media Distancia (Línea 70) con destino a Algeciras y Antequera.

## Lugares de interés
La pedanía de San Pablo de Buceite cuenta con diversos parajes y lugares de interés turístico, cultural e incluso deportivo. Cuenta con una pequeña y antigua aldea de la que quedan solo los restos, pero que la naturaleza no ha destruido del todo. Este lugar es conocido como El Corchado, en ella se sitúa una central eléctrica de gran antigüedad en torno a la cual se asentaban, en su época, los trabajadores de la misma y sus familias. Hoy en día la zona, atravesada por el río Guadiaro, está poblada por habitantes del municipio. Al ser un lugar de interés turístico, muchos extranjeros adquieren residencias que utilizan en periodos vacacionales. Además, podemos encontrar diversos negocios de turismo rural cada vez más numerosos y de gran atracción.
El alumnado de quinto del CEIP Cristo Rey ha confeccionado una guía turística, a la que denominan como la mejor guía que se puede consultar para disfrutar de este hermoso pueblo. Aunque se trata de dos páginas dónde básicamente pone lo mismo que aquí, por lo que es de suponer que esto lo han escrito los mismos que han hecho la guía. Rigor? En absoluto. Entrañable? Mucho.